# Abû Bakr (Rostémides)
 (mars 2025).
Abu Bakr ibn Aflah ( arabe : أبو بكر بن الأفلح ; décédé en 874 ) était le 4e imam de l'État rostémide en 872-874.

## Biographie
Fils aîné de l'imam Aflah ibn Abd al-Wahhab, il reçut son instruction à Tahert auprès de ses savants, ainsi que de son père et de son grand-père. Il monta sur le trône à la mort de son père en 872.
Peu d'informations subsistent sur sa vie. Il avait un goût prononcé pour la poésie et l'histoire, encourageait les savants, et appréciait les manifestations de l'ornement et de la civilisation. Toutefois, il n'était pas fermement attaché à la religion, ni aussi compétent que ses prédécesseurs dans les affaires administratives et politiques.
Son autorité parmi les ibadites était contestée. Bientôt, les Berbères Nefzaouas se révoltèrent en Tripolitaine sous la conduite de Muḥammad ibn Ifra. L'imam ne parvint pas à réprimer cette insurrection. Il fut également accusé d'avoir conspiré dans l'assassinat de son beau-frère Muḥammad ibn ‘Arafa, ce qui affaiblit davantage son autorité et favorisa l'expansion des troubles. Ses soutiens se raréfièrent, l’amenant à quitter Tihert.
Au même moment, son frère Abû al-Yaqzan Muhammad, libéré de captivité par les Abbadides, renversa rapidement Abû Bakr en 874 et lui succéda à la tête de l'État rustumide. Son imamat ne dura que deux ans et quelques mois.